# Падула (Ливорно)
Падула је насеље у Италији у округу Ливорно, региону Тоскана.
Према процени из 2011. у насељу је живело 40 становника. Насеље се налази на надморској висини од 42 м.